# خالد سرحان
خالد سرحان (25 سبتمبر 1979 -)، ممثل مسرحي ومؤلف مصري.

## حياته
والده هو الكاتب سمير سرحان، بدأ التمثيل منذ أواخر التسعينات من خلال تقديمه للأدوار المساعدة، شارك في كتابة فيلمي أمير الظلام والديكتاتور.

## أعماله

### أفلام
| - سنو وايت:2025 - بنسيون دلال:2024 - آل شنب:2023 - أولاد حريم كريم:2023-حسين المناديلي - يوم وليلة:2020-بجاتي - عنترة ابن ابن ابن شداد:2017-أسد الرجال / سامح - الجيل الرابع:2015-كمال أبو ريه والد رامي - كابتن مصر:2015-تايسون ضيف شرف - بابا:2012-سعيد | - تيتة رهيبة:2012-ضابط الكمين (ضيف شرف) - إكس لارج:2011-حماده - ابن القنصل:2010-أحد أفراد الجماعة / صديق ناصر - الديكتاتور:2009-حكيم / عزيز - عصابة الدكتور عمر:2007-طارق - مجانين نص كوم:2007 - علاقات خاصة:2006-ضيف شرف - كامل الأوصاف:2006-طلعت | - السفارة في العمارة:2005-النقيب طارق عباس - حريم كريم:2005-حسين المناديلي - كان يوم حبك:2004-هاني - التجربة الدنماركية:2003-عبد الرحمن قدري - أمير الظلام:2002-سعدون - فلاح في الكونجرس:2002-حسنين أفندي - كلام الليل:1999-عماد المسيري - اضحك الصورة تطلع حلوة:1998-شاب المعاكسة |

### مسلسلات
| المداح الجزء الخامس - المداح ج4: أسطورة العودة:2024-حسن سلام - المداح ج3: أسطورة العشق:2023-حسن سلام - سره الباتع:2023 - المداح ج2: أسطورة الوادي:2022-حسن سلام - فاتن أمل حربي:2022-المستشار داوود شتا - اللي مالوش كبير:2021-رفعت الذهبي - المداح:2021-حسن - ورا كل باب ج 2:2021-(حكاية لحظة ضعف) - خيانة عهد:2020-مروان دهب - ونسني:2020-سويفي | - قيد عائلي:2019-سامح - مأمون وشركاه:2016-يوسف - الصندوق الأسود:2015-شحتة - مولانا العاشق:2015-زياد الناي - يوميات زوجة مفروسة أوي ج1->4:2015، 2016، 2017، 2018-علي الطيب - سرايا عابدين ج1:2014-مصطفى فاضل - صاحب السعادة:2014-رمزي - ابن ليل:2012 - الريان:2011-ضيف شرف / أمجد سعيد - قصة حب:2010-عرفان الحمزاوي | - العيادة ج1, 2:2008، 2009-كامل - سكة الهلالي:2006-خالد - بنت أفندينا:2004-صلاح نصر - حكاوي طرح البحر:2004-إسماعيل - أمس لا يموت:2003 - العطار والسبع بنات:2002-مدحت سيف العطار - أميرة في عابدين:2002 - سندس وأخواتها:2001 - العائلة والناس:2000 - أوان الورد:2000-زوج غادة |

### أخرى
- مسلسل إذاعي: حمادة قلب الأسد:2024-حمادة
- مسلسل إذاعي: بينى وبينك:2021-عمر
- مسرحية: اللي عليهم العين:2019-شقائق بك النعمان
- مسرحية: بودي جارد:1999-اول 7 أعوام
- مسرحية: جزيرة القرع:1998

### برامج
- هزر فزر مع لولي: 2021- ضيف
- هاني في الألغام: 2019 - ضيف
- التجربة الخفية:2015
- ريتنغ رمضان: 2015
- معكم منى الشاذلي:2014
- التفاحة: 2012

### تأليف
- الدكتاتور (2009): قصة - سيناريو (تم عرضه)
- أمير الظلام (2002): تأليف

## روابط خارجية
- خالد سرحان على موقع IMDb (الإنجليزية)
- خالد سرحان على موقع الدهليز
- خالد سرحان على موقع قاعدة بيانات الأفلام العربية
- خالد سرحان على موقع قاعدة بيانات الفيلم (الإنجليزية)